# Amédée Monet
Pour les articles homonymes, voir Monet.
Amédée Monet est un juge et un député québécois, né le 23 avril 1890 à Saint-Rémi et mort le 23 octobre 1946 à Montréal.
Il est le fils du juge et député, Dominique Monet et est le père de Roger Monet, de Simonne Monet-Chartrand et d'Amédée Monet fils. Ce dernier a également été juge. 

## Carrière professionnelle
Formé en droit à l'Université Laval à Montréal et admis au Barreau de la province de Québec en 1916, il a exercé la profession d'avocat à Saint-Jean, puis à Montréal jusqu'en 1922. Il est alors nommé juge à la Cour des sessions de la paix à Montréal.

## Carrière politique
Amédée Monet a été élu député libéral dans le district de Napierville lors d'une élection partielle en 1918. Réélu en 1919, il a abandonné son siège à la suite de sa nomination comme juge, en 1922.